# Ferdinand Hamelin
Pour les articles homonymes, voir Hamelin.
Ferdinand Alphonse Hamelin (né le 16 fructidor an IV (2 septembre 1796) à Pont-l'Évêque, Calvados, et mort le 16 janvier 1864 à Paris) est un amiral de France, ministre de la marine sous le Second Empire. Il est le neveu de l'amiral Emmanuel Hamelin.

## Biographie

### Les débuts
Ferdinand-Alphonse Hamelin naît le 2 septembre 1796 à Pont-l'Évêque (Calvados). Neveu du contre-amiral Jacques Félix Emmanuel Hamelin, il entre à son tour dans la marine en 1805 comme mousse. À l'âge de treize ans, il est nommé aspirant, et il reçoit son baptême du feu, le 21 août 1808, au large de Cherbourg. Fait prisonnier par l'ennemi en mer des Indes, il reçoit son premier commandement à son retour en France, en décembre 1810. À quinze ans, il est enseigne de vaisseau, et commande la huitième division de garde-côtes. En janvier 1814, il embarque sur la frégate Terpsichore, il est à nouveau capturé, puis libéré à la chute de Napoléon.

### La carrière
Ferdinand Hamelin fait campagne au Brésil, sur l' Hermione (1816-1817), puis, promu lieutenant de vaisseau, il commande la Cauchoise, et la Guerrière, à l'escadre du Levant. Il parcourt la mer des Antilles, sous les ordres du contre-amiral Jurien (1824-1825), combat les pirates de l'archipel grec à la tête de la gabare Lamproie. Passé capitaine de frégate, il sert sur le Scipion, et commande les bricks Euryale et Actéon, lors de l'expédition d'Alger, sous les ordres du vice-amiral Duperré; il se distingue lors du débarquement de Sidi-Ferruch (14 juin 1830). On lui confie le commandement des frégates Calypso, Résolue, en Orient, puis il fait campagne sur les côtes occidentales d'Amérique à bord de la Favorite. Capitaine de vaisseau en janvier 1836, il commande le Triton, l'  Iéna, et le trois-ponts Océan, comme capitaine de pavillon de l'amiral Hugon. Officier de la Légion d'honneur en avril 1841, il obtient ses étoiles de contre-amiral le 21 août 1842. Major général à Toulon en 1842, il commande ensuite la station des côtes occidentales d'Amérique de 1844 à 1848.

### Amiral et ministre

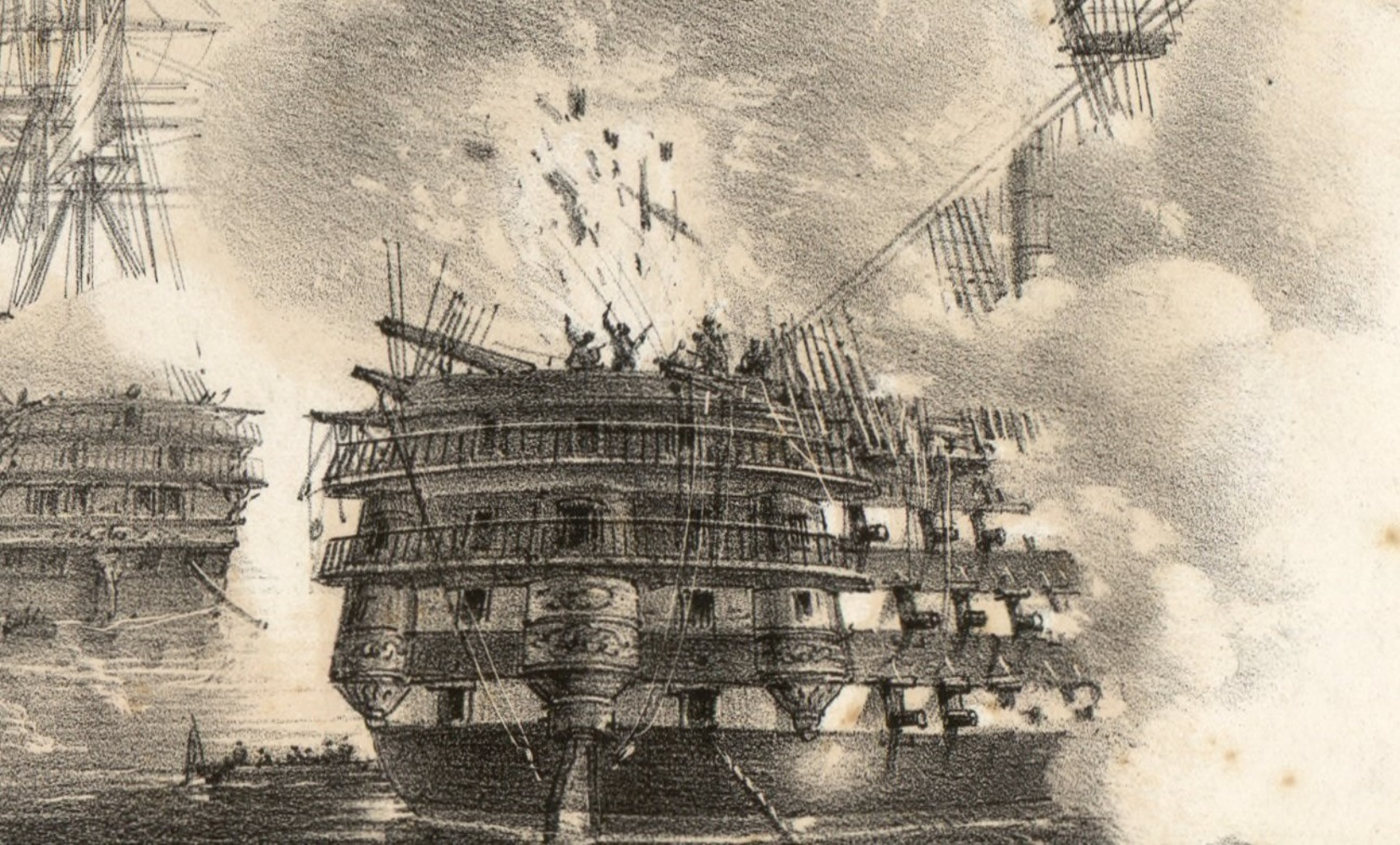
Explosion d'un obus russe sur la dunette du Ville de Paris lors du bombardement de Sébastopol en 1854. Ferdinand Hamelin échappe de justesse à la mort.

Hamelin est appelé à Paris au début de 1848. Promu vice-amiral le 7 juillet 1848, il décline la proposition que lui fait François Arago, alors ministre de la marine et des colonies, de reprendre le portefeuille à sa suite. Hamelin exerce diverses fonctions dans des conseils et commissions au ministère, avant d'être nommé préfet maritime de Toulon en août 1849.
En juillet 1853, Napoléon III fait appel à lui pour prendre la tête de l'expédition de Crimée. Il se distingue par plusieurs opérations victorieuses, notamment le bombardement d'Odessa (22 avril 1854), où soixante navires marchands russes sont coulés, et le débarquement d'Eupatoria (13 septembre 1854). Il échappe miraculeusement à la mort lors du bombardement de Sébastopol (17 octobre 1854), lorsqu'un obus fait exploser la dunette de son navire, la Ville-de-Paris, blessant grièvement une partie de son état-major. Le 2 décembre 1854, Hamelin est élevé par l'Empereur à la dignité d'amiral de France. Revenu en France, il prend le 19 avril 1855 la tête du ministère de la marine, à la suite de Théodore Ducos.
Officier courageux et intransigeant, Hamelin n'est par contre pas un habile politique. On se souvient qu'il est entré dans la carrière à treize ans : il n'a guère de talent à écrire et à parler. En 1856, le futur amiral La Roncière Le Noury, qui fait partie de son état-major, persifle même : « Le plus sot est incontestablement le ministre. C'est une brute. Il ne comprend pas et il est ignorant. » De fait, Hamelin se contente de suivre la politique initiée par Théodore Ducos, et se repose sur les directeurs de son ministère pour quelques innovations : Dupuy de Lôme pour la mise en chantier du premier navire cuirassé, Layrle pour la rédaction du code de justice maritime. Il ordonne les expéditions de Cochinchine (1857-1860) et d'Italie (1859).

### La retraite
Le 22 novembre 1860, Napoléon III présente au conseil des ministres son projet de réforme concernant le droit d'adresse. Hamelin, qui se sent malade et vieillissant, profite du mouvement de désapprobation des ministres pour présenter sa démission, sans toutefois exprimer d'opinion claire sur un point de politique pour lequel il ne se sent pas concerné. Le 24 novembre 1860, l'Empereur met un terme à sa carrière en le nommant grand chancelier de l'ordre impérial de la Légion d'honneur. Il meurt quatre ans plus tard, le 16 janvier 1864. Le 26 janvier, au terme de grandioses funérailles, il est inhumé aux Invalides.
Il avait épousé Joséphine Adèle Simon (1810-1868) le 18 juin 1828 à Toulon, issue d'une famille bourgeoise originaire de Provence, présente depuis au moins le XVIe siècle à Saint-André-les-Alpes et dans ses environs, qui lui a donné trois enfants :
- Emmanuel Hamelin (1830-1896), chevalier de la Légion d'honneur[3], officier de marine (école navale promotion 1846)
- Frédéric Hamelin (1833-1864), chevalier de la Légion d'honneur[4], officier de marine
- Adélaïde Hamelin (1844-1901)

## Distinctions
- Médaille de Sainte-Hélène (1857)
- Grand-croix de la Légion d'honneur (1856)

## Postérité
- Une rue à Pont-l'Évêque, la Rue Hamelin, dans le département du Calvados, porte son nom. Rue centrale qui traverse une partie de la ville.

- Une rue à Bétheny, dans le département de la Marne porte son nom ; près des Docks Rémois, où des voies portent le nom de célèbres navigateurs.
- Une rue du XVIe arrondissement de Paris porte son nom.
- La caserne de Vaucelles, détruite en 1944, avait été rebaptisée à son nom.
- Un cargo mixte de la Compagnie des chargeurs réunis a porté le nom de Amiral-Hamelin. Mis à flot en 1901, réquisitionné le 15 septembre 1914, il a été torpillé et coulé le 7 octobre 1915 par un sous-marin allemand alors qu'il transportait des troupes et des munitions de Marseille à Salonique[5].
- Une préparation militaire Marine porte son nom dans la commune d'Epron, dans le Calvados, département de sa naissance.

## Sources
- Vapereau, Dictionnaire des contemporains, Hachette 1858.
- « Ferdinand Hamelin », dans Adolphe Robert et Gaston Cougny, Dictionnaire des parlementaires français, Edgar Bourloton, 1889-1891 [détail de l’édition]
- Jean-Philippe Zanco, Dictionnaire des ministres de la marine 1689-1958 [détail des éditions]
- Jean-Philippe Zanco (dir.), Dictionnaire des ministres de la marine, SPM 2011.
- Capitaine de Corvette Grisel. Ecole de guerre navale. La guerre de Crimée (1922). Publication https://gallica.bnf.fr